# Coignières
Coignières és un municipi francès, situat al departament d'Yvelines i a la regió de Illa de França. L'any 2007 tenia 4.411 habitants.
Forma part del cantó de Maurepas, del districte de Rambouillet i de la Comunitat d'aglomeració Saint-Quentin-en-Yvelines.

## Demografia

### Població
El 2007 la població de fet de Coignières era de 4.411 persones. Hi havia 1.431 famílies, de les quals 287 eren unipersonals (108 homes vivint sols i 179 dones vivint soles), 380 parelles sense fills, 638 parelles amb fills i 126 famílies monoparentals amb fills.
La població ha evolucionat segons el següent gràfic:
Habitants censats

### Habitatges
El 2007 hi havia 1.537 habitatges, 1.446 eren l'habitatge principal de la família, 11 eren segones residències i 80 estaven desocupats. 882 eren cases i 557 eren apartaments. Dels 1.446 habitatges principals, 773 estaven ocupats pels seus propietaris, 607 estaven llogats i ocupats pels llogaters i 67 estaven cedits a títol gratuït; 68 tenien una cambra, 147 en tenien dues, 196 en tenien tres, 474 en tenien quatre i 562 en tenien cinc o més. 975 habitatges disposaven pel capbaix d'una plaça de pàrquing. A 634 habitatges hi havia un automòbil i a 628 n'hi havia dos o més.

### Piràmide de població
La piràmide de població per edats i sexe el 2009 era:
| Homes | Edats   | Dones |
| ----- | ------- | ----- |
| 0     | 95 o +  | 4     |
| 0     | 90 a 94 | 12    |
| 12    | 85 a 89 | 28    |
| 16    | 80 a 84 | 20    |
| 12    | 75 a 79 | 32    |
| 28    | 70 a 74 | 28    |
| 48    | 65 a 69 | 40    |
| 104   | 60 a 64 | 60    |
| 152   | 55 a 59 | 60    |
| 232   | 50 a 54 | 180   |
| 220   | 45 a 49 | 192   |
| 160   | 40 a 44 | 144   |
| 120   | 35 a 39 | 144   |
| 144   | 30 a 34 | 124   |
| 200   | 25 a 29 | 148   |
| 229   | 20 a 24 | 172   |
| 164   | 15 a 19 | 208   |
| 160   | 10 a 14 | 160   |
| 140   | 5 a 9   | 112   |
| 88    | 0 a 4   | 120   |

## Economia
El 2007 la població en edat de treballar era de 3.126 persones, 2.383 eren actives i 743 eren inactives. De les 2.383 persones actives 2.185 estaven ocupades (1.256 homes i 929 dones) i 198 estaven aturades (93 homes i 105 dones). De les 743 persones inactives 175 estaven jubilades, 315 estaven estudiant i 253 estaven classificades com a «altres inactius».

### Ingressos
El 2009 a Coignières hi havia 1.709 unitats fiscals que integraven 5.054,5 persones, la mediana anual d'ingressos fiscals per persona era de 16.933 €.

### Activitats econòmiques
Dels 936 establiments que hi havia el 2007, 2 eren d'empreses extractives, 1 d'una empresa alimentària, 1 d'una empresa de coc i refinatge, 10 d'empreses de fabricació de material elèctric, 35 d'empreses de fabricació d'altres productes industrials, 156 d'empreses de construcció, 350 d'empreses de comerç i reparació d'automòbils, 35 d'empreses de transport, 57 d'empreses d'hostatgeria i restauració, 31 d'empreses d'informació i comunicació, 23 d'empreses financeres, 33 d'empreses immobiliàries, 149 d'empreses de serveis, 27 d'entitats de l'administració pública i 26 d'empreses classificades com a «altres activitats de serveis».
Dels 241 establiments de servei als particulars que hi havia el 2009, 1 era una oficina de correu, 1 una oficina bancària, 38 tallers de reparació d'automòbils i de material agrícola, 3 tallers d'inspecció tècnica de vehicles, 5 establiments de lloguer de cotxes, 1 autoescola, 39 paletes, 13 guixaires pintors, 19 fusteries, 16 lampisteries, 12 electricistes, 30 empreses de construcció, 6 perruqueries, 2 agències de treball temporal, 43 restaurants, 10 agències immobiliàries, 1 tintoreria i 1 saló de bellesa.
Dels 94 establiments comercials que hi havia el 2009, 1 era, 1 un hipermercat, 6 grans superfícies de material de bricolatge, 2 botiges de menys de 120 m², 1 una botiga de menys de 120 m², 3 carnisseries, 1 una peixateria, 9 botigues de roba, 12 botigues d'equipament de la llar, 2 sabateries, 4 botigues d'electrodomèstics, 30 botigues de mobles, 7 botigues de material esportiu, 4 botigues de material de revestiment de parets i terra, 6 drogueries, 1 un drogueria i 4 floristeries.
L'any 2000 a Coignières hi havia 4 explotacions agrícoles.

## Equipaments sanitaris i escolars
El 2009 hi havia 2 farmàcies i 1 ambulància.
El 2009 hi havia 2 escoles maternals i 3 escoles elementals. Coignières disposava d'un col·legi d'educació secundària amb 393 alumnes.

## Poblacions més properes
El següent diagrama mostra les poblacions més properes.